# Pejto
Pejto (gr. Πειθώ Peithṓ, łac. Suada, Suadela ‘namowa’) – w mitologii greckiej bogini i uosobienie przekonania i miłosnej namowy.
Znajdowała się w orszaku pomniejszych bóstw Afrodyty i podążała za rydwanem. Była córką Ate, bogini błędu lub siostrą Tyche (Przypadek) i Eunomii (Porządek) oraz córką Prometeusza. W mitologii rzymskiej jej odpowiednikiem była Suada.
Według Hezjoda Pejto była wymieniana pośród córek Okeanosa i Tetydy i miała poślubić Argosa. W cyklu arkadyjskim imię to występowało jako żona Foroneusa i matki Ajgialeusa i Apisa.